# Ellam Onru

Ellam Onru (Tout est Un) est un court bréviaire de philosophie non-dualiste (Advaita Vedanta) écrit en Tamoul au XIXe siècle par un auteur anonyme qui doit sa notoriété au fait qu'il était conseillé par Ramana Maharshi à ses visiteurs occidentaux en raison de sa qualité littéraire et de son accessibilité,. Il comporte six sections :
1. Unité
2. Toi
3. Dieu
4. Paix
5. Action
6. Ego

Il se termine par La Vérité est « je-Suis-Brahman », c'est-à-dire le Soi universel.

## Divers
- Ellâm Onru est l'un des titres de l'album Zaia du Cirque du Soleil en 2009.